# Leszek Suski (strażak)
Leszek Sławomir Suski (ur. 31 grudnia 1957 w Grójcu) – polski strażak, generał brygadier w stanie spoczynku, I zastępca komendanta głównego Państwowej Straży Pożarnej w latach 2005–2007, komendant główny Państwowej Straży Pożarnej i szef Obrony Cywilnej Kraju w latach 2015–2019.

## Życiorys
Służbę w Państwowej Straży Pożarnej rozpoczął w 1981. Jako jeden z nielicznych studentów–podchorążych nie przystąpił do strajku w Wyższej Oficerskiej Szkole Pożarniczej (WOSP) w Warszawie, w listopadzie 1981. Pięć lat później ukończył studia w Szkole Głównej Służby Pożarniczej (uczelni utworzonej w 1982, w miejsce WOSP rozwiązanej przez władze w czasie strajku). 
Od 1997 służył w Komendzie Głównej PSP. W latach 2002–2005 był oddelegowany do Ministerstwa Spraw Wewnętrznych i Administracji. W 2005 został I zastępcą komendanta głównego PSP, a w 2007 przeszedł na emeryturę.
22 grudnia 2015 został przywrócony do służby stałej i powołany na stanowisko doradcy komendanta głównego PSP. Według rzecznika prasowego komendanta głównego – st. bryg. Pawła Frątczaka – decyzję w tej sprawie podjął ówczesny komendant główny gen. bryg. Wiesław Leśniakiewicz, uznając dotychczasową służbę Leszka Suskiego jako wystarczającą przesłankę. Tego samego dnia został komendantem głównym PSP. 29 kwietnia 2016, na wniosek ministra spraw wewnętrznych i administracji Mariusza Błaszczaka, prezydent Andrzej Duda mianował go na stopień nadbrygadiera. Akt mianowania odebrał 4 maja 2016. 30 kwietnia 2017, na wniosek ministra Mariusza Błaszczaka, prezydent Andrzej Duda mianował go na stopień generała brygadiera. Akt mianowania odebrał 6 maja 2017. Został odwołany ze stanowiska Komendanta Głównego Państwowej Straży Pożarnej w Warszawie przez premiera RP Mateusza Morawieckiego z dniem 5 grudnia 2019.

## Kontrowersje
W lipcu 2017 wysłał grupę kilkudziesięciu podchorążych ze Szkoły Głównej Służby Pożarniczej do ustawiania barierek wokół kompleksu budynków Sejmu Rzeczypospolitej Polskiej, odgradzających protestujących przeciwko ustawie wprowadzającej zmiany w funkcjonowaniu Sądu Najwyższego, zgłoszonej przez Prawo i Sprawiedliwość. Było to pierwsze wykorzystanie strażaków przez komendanta głównego Państwowej Straży Pożarnej do działań politycznych po 1989.
23 lipca 2018 w związku z ogólnopolską akcją protestacyjną służb mundurowych, w którą włączyli się również strażacy PSP, jego zastępca nadbryg. Marek Jasiński wysłał pismo do komendantów wojewódzkich PSP, polecając zdjęcie flag państwowych i banerów informujących o proteście, które zostały umieszczone na remizach i wozach strażackich. Argumentując swoją decyzję powołał się między innymi na ustawę o godle, barwach i hymnie Rzeczypospolitej Polskiej oraz o pieczęciach państwowych, zachowanie bezpieczeństwa w ruchu drogowym, zwrócił także uwagę, że tego typu oflagowanie i banery nie stanowią elementu prawidłowego oznakowania wozu strażackiego. Decyzja ta spotkała się ze sprzeciwem i krytyką ze strony związków zawodowych straży pożarnej, których przedstawiciele w liście skierowanym do Suskiego nazwali ją ewidentnym łamaniem praw związkowych przez kierownictwo służbowe Państwowej Straży Pożarnej, z którym spotykają się po raz pierwszy w historii.

## Odznaczenia
- Medal 100-lecia ustanowienia Sztabu Generalnego Wojska Polskiego (2019)[18]
- Medal Stulecia Utworzenia Policji Państwowej (2019)[19]